# 烏山 (大字)
烏山，是新北市雙溪區的一個地名，位於該區南部，範圍大致為泰平里南半部。烏山地區全境屬於北勢溪流域，其中西部為北勢溪支流灣潭溪流域範圍，東部為北勢溪另一支流溪尾寮溪流域範圍。

## 歷史
台灣清治末期，烏山地區為一街庄，稱為「烏山庄」，隸屬於文山堡。該庄北與料角坑庄、溪尾藔庄、大平庄為鄰，東與大溪庄為鄰，南邊為梗枋庄、福成庄，西邊為九芎林庄、鷺鶿岫庄。
1901年（日治明治三十四年）11月，該庄隸屬於基隆廳，編入第十三區。1905年（明治三十八年）7月，第十三區改名為「太平區」。1920年（大正九年），該庄改制為「烏山」大字，隸屬於臺北州基隆郡雙溪庄，大字下有「大湖尾」、「烏山」、「三分」、「灣潭」小字名。
戰後雙溪庄改制為雙溪鄉，隸屬於臺北縣，大字亦改制為村。2010年（民國99年）12月，臺北縣升格為新北市，雙溪鄉改制為雙溪區，村改制為里。